# José Luis Ramirez

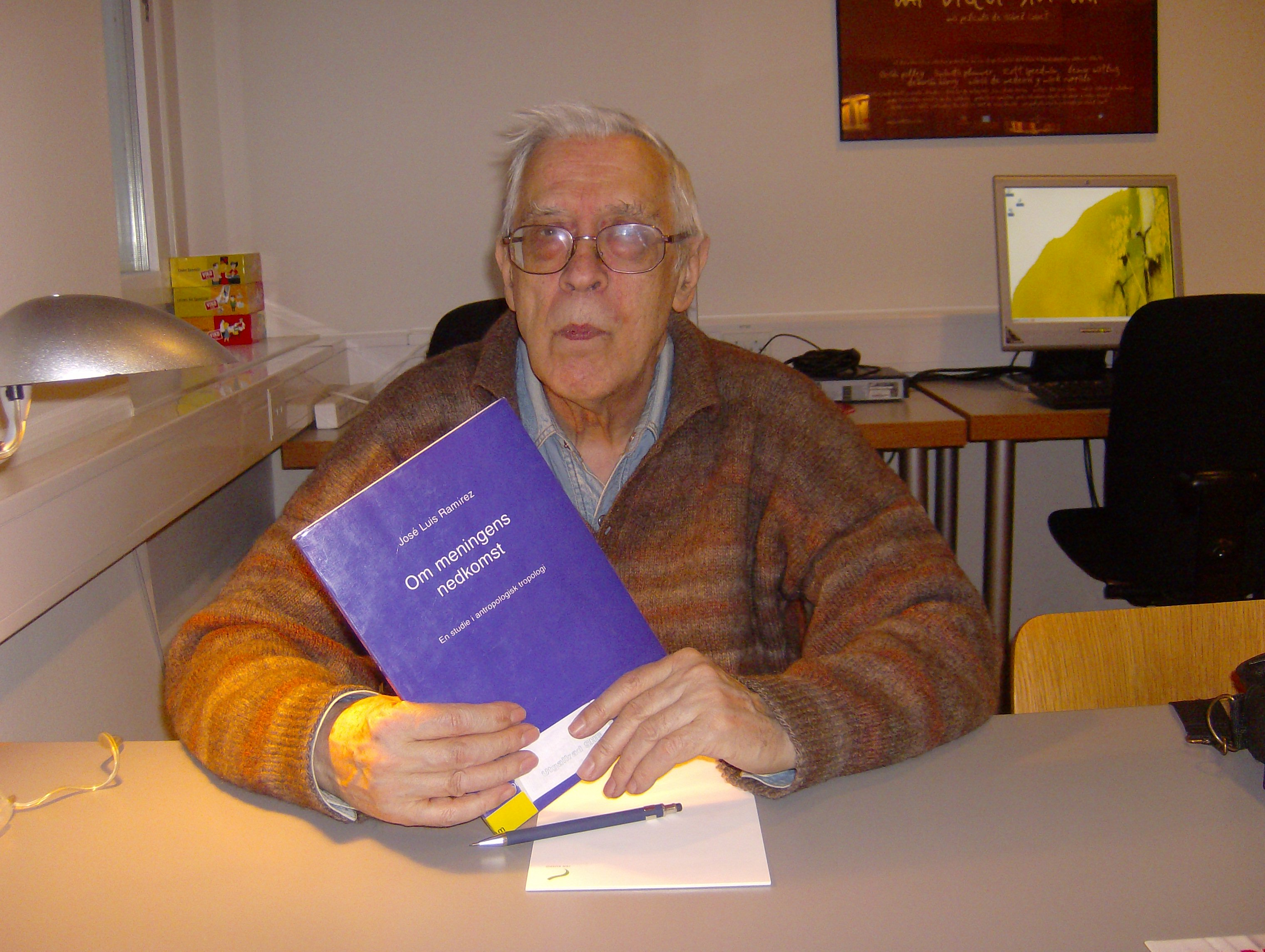
José Luis Ramirez González 2011

José Luis Ramírez González, född 21 juni 1935 i Madrid, död 25 december 2024 i Tullinge distrikt, var en spansk-svensk filosof, bibliotekarie, samhällsplanerare och kommunpolitiker
José Luis Ramirez González kom till Sverige 1963  och blev svensk medborgare 1970. 
Under sin ungdom i Spanien tog han folkskollärarexamen 1956 och bedrev studier till fil kand i filosofi till 1960, varefter han fortsatte i Bonn och Marburgs Universitet till 1962, då han flyttade till Sverige och bedrev filosofi- och språkstudier vid Uppsala universitet 1962–1965 och vid Stockholms universitet fortsatte han med filosofi och fonetisk metrik till 1967.
Han blev programredaktör för Sveriges radios spanska sändningar 1964–1967 och bibliotekarie vid Arbetarrörelsens arkiv 1967–1977. Han var kommunpolitiker i Haninge kommun 1970–1979 och kommunalråd med ansvar för den kommunala översiktsplaneringen 1977–1979. Han var sedan kulturchef i Ludvika kommun 1980–1983 för att därefter 1984–1997 återgå till studier, forskning och undervisning med en doktorandtjänst vid Nordiska institutet för samhällsplanering där han 1995 lade fram sin doktorsavhandling Skapande mening - En begreppsgenealogisk undersökning om rationalitet, vetenskap och planering. Han hade fortsättningsvis en lärar- och forskartjänst vid Nordplan finansierad av Byggforskningsrådet. 1997 blev José Luis Ramirez docent i Regionalplanering vid KTH och medverkade som fortsättningsvis lärare i Regionalplanering utan att avsluta sin medverkan vid Nordplan. 1997 blev han  adjungerad professor på deltid i SLU.
Från 1997 till 2004 innehade han en deltidstjänst vid Södertörns högskola som lärare i Retorik som hade införts vid Södertörns högskola. Hans verksamhet som gästföreläsare, opponent och avhandlingsledare vid KTH, SLU Alnarp, KTH, Företagsekonomiska institutionen vid Stockholms universitet, Malmö högskola, Chalmers, Luleå tekniska universitet m fl samt viss universitetsmedverkan i Norge och Sverige och i Spanien har pågått fram till första decenniet av 2000-talet.  
Han arbetade även i övriga Norden och i Spanien med deltagande som föreläsare och seminarieledare i universitetskurser och -symposier, några av dem planerade och ledda av honom själv.  
José Luis Ramirez var värd i SR:s Sommarprogram den 1 juli 1996.